# Markus Hoelgaard
Markus Hoelgaard (* 4. října 1994) je norský profesionální silniční cyklista jezdící za UCI ProTeam Uno-X Mobility. Jeho starší bratr, Daniel Hoelgaard, byl také profesionálním cyklistou.

## Hlavní výsledky
2012
Národní šampionát
3. místo silniční závod juniorů
3. místo časovka juniorů
5. místo Paříž–Roubaix Juniors
2014
2. místo Grand Prix Královéhradeckého kraje
8. místo GP Czech Republic
2016
ZLM Roompot Tour
2. místo celkově
vítěz 1. etapy (TTT)
Národní šampionát
3. místo silniční závod do 23 let
7. místo Ringerike GP
Course de la Paix U23
10. místo celkově
2017
Tour Alsace
vítěz 1. etapy
5. místo Ringerike GP
6. místo Druivenkoers Overijse
Circuit des Ardennes
8. místo celkově
vítěz 1. etapy
Ronde de l'Oise
8. místo celkově
2018
Arctic Race of Norway
2. místo celkově
 vítěz soutěže mladých jezdců
3. místo Gylne Gutuer
8. místo Grote Prijs Jef Scherens
2019
International Tour of Rhodes
2. místo celkově
Oberösterreich Rundfahrt
3. místo celkově
Arctic Race of Norway
7. místo celkově
vítěz 4. etapy
2020
Tour de Luxembourg
2. místo celkově
Czech Cycling Tour
3. místo celkově
2021
Arctic Race of Norway
vítěz 1. etapy
CRO Race
2. místo celkově
Kolem Norska
4. místo celkově
Mistrovství Evropy
7. místo silniční závod
8. místo E3 Saxo Bank Classic
2023
Tour de Pologne
 vítěz vrchařské soutěže